# Балтийски езици
Балтийски езици са група сходни индоевропейски езици. Към групата се отнасят латвийският, литовският и пруският език.
От 2004 година, когато Литва и Латвия получават пълноправно членство в Европейския съюз, техните езици стават официални в целия Европейски съюз. Въпреки че Естония също влиза в състава на Балтийските държави, естонският език спада към групата на угро-финските езици и не е свързан с балтийските езици.
По време на своето окончателно формиране балтийските езици са били повлияни от други европейски езици (немски, полски, шведски, руски), но въпреки това те се характеризират със своята автентичност и изчистеност.